# Virtus Bologne
Pour les articles homonymes, voir Virtus, Buckler et Bologne (homonymie).
Maillots
La Virtus Bologne (Virtus Pallacanestro Bologna - anciennement Buckler-Bologne) est l'une des deux équipes professionnelles de basket-ball de Bologne, Italie. Elle évolue en LegA, l'élite du championnat d'Italie. C'est l'un des plus beaux palmarès d'Italie.

## Historique

### Les débuts
La Virtus a été créée en 1927. Traditionnellement club de la bourgeoisie bolognaise, elle s'oppose à la Fortitudo Bologne, club représentant la classe ouvrière. L'apogée de cette rivalité aura lieu à la fin des années 1990, lorsque les deux formations ennemies dominèrent le basket italien. Bologne doit à la cohabitation de ces deux clubs le surnom de Basket City.
L’accession en Serie A se fait à l’issue de la saison 1936-1937. Malgré sa présence dans le haut tableau du championnat, avec six secondes places et deux troisièmes, le club ne parvient pas à remporter de titre.

### Les années 1940
La première période faste du club a lieu juste après la Seconde Guerre mondiale. Le club, qui a dû rejoindre le quartier des affaires pour évoluer dans la Sala Borsa, emporte quatre titres successifs, éléments fondateurs du « mythe du V noir ».

### Les années 1950 et 1960
Le début des années 1950 est dominé en Italie par le club de Milan qui remporte cinq titres, la Virtus restant à chaque fois sur le podium, avec trois secondes places et deux troisièmes. 
La Virtus remporte ensuite deux titres successifs. Le club change de nouveau de salle, pour rejoindre le palais des sports. Après son titre de 1956, le club enchaîne quatre saisons terminées à la cinq place, puis quatre troisièmes. 

### Les années 1970
À la fin des années 1960 et au début des années 1970, le club connaît quelques problèmes avec deux dixièmes places et une huitième. Le club doit attendre la saison 1973-1974 pour reconquérir un nouveau trophée, avec la coupe d’Italie. Deux ans plus tard, après une troisième place obtenue lors de la saison régulière, le club remporte de nouveau le championnat d’Italie. Après deux finales de championnat les saisons suivantes, la Virtus remporte deux nouveaux titres, en 1979 et 1980. Durant cette période, le club dispute sa première finale de coupe européenne, la coupe des vainqueurs de coupe, face à un autre italien, le Pallacanestro Cantù.

### Les années 1980
Lors de la saison 1980-1981, le club dispute sa première finale de la coupe des clubs champions, finale perdue face aux Israéliens du Maccabi Tel-Aviv sur le score de 80 à 79.
Après trois saisons sans titres, ponctuées d’une seule finale en 1981, le club renoue avec le succès en remportant son dixième titre de champion lors de la saison 1983-1984. Le club réalise par ailleurs le doublé en remportant la coupe d’Italie, la seconde de son histoire.
Suit ensuite quatre saisons où le club, bien que disputant à chaque fois la phase des play-offs, échoue rapidement dans celle-ci. En 1989, le club remporte sa troisième coupe d’Italie.

### Les années Messina
D'abord assistant de 1983 à 1989, Ettore Messina passe entraîneur de 1989 à 1993. En 1992, le club recrute le yougoslave Predrag Danilović. Messina conduit son club à son onzième titre de champion. Alberto Bucci (en), qui effectue sa deuxième apparition à la tête du club bolonais, prend la succession de Messina. Sous sa direction, le club remporte les deux titres suivant. Le club remporte également la coupe d’Italie pour réaliser le deuxième doublé de son histoire lors la saison 1994-1995. À l’issue de celle-ci, Danilović part tenter sa chance en National Basketball Association au Heat de Miami. 
Les deux saisons suivantes, le club échoue en demi-finale du championnat. Le club parvient toutefois à remporter un titre avec la coupe d’Italie 1997. Messina fait son retour à la tête de l'équipe entre 1997 et 2002. Il met en place une équipe composée de joueurs sélectionnés parmi les meilleurs éléments des championnats européens menés par Antoine Rigaudeau et Danilović, de retour au club. Sous ses ordres, la Virtus domine le basket Italien et Européen, avec surtout deux titres européens, le premier lors de la saison 1997-1998 face au club grec de l'AEK Athènes sur le score de 58 à 44, puis lors de la finale de 2001, gagnée en cinq manches trois à deux, face au Tau Vitoria. Le club dispute également deux autres finales, lors du Final Four de Munich en 1999, remportée 82 à 74 par le Žalgiris Kaunas et lors du Final Four de Bologne remporté par les Grecs du Panathinaïkós Athènes. La belle aventure s'achève à la fin de la saison 2002 : Messina, encore sous contrat pour 2 saisons, décide de claquer la porte et signe à Trévise. Ce départ était la conséquence des relations qui s'étaient dégradées entre lui et les dirigeants du club. Le Président ayant annoncé son renvoi durant la saison avant de revenir sur ses propos.
La saison 2002-2003 voit la Virtus s'emmêler dans des problèmes extra sportifs. Outre le départ de Messina, l'équipe voit également plusieurs de ses meilleurs éléments quitter le club. En coulisses les finances du club plongeant et en fin de saison le club se voit relégué administrativement en Serie B (seconde division Italienne).
À la fin de la saison 2004-2005 (la 2e saison de l'équipe en Serie B), la Virtus obtient sa montée en Serie A. Depuis son retour dans l'élite, la Virtus dispute la finale de la coupe d'Italie à quatre reprises, en 2007, battu par Trévise, 2008 par Scandone Avellino et en 2009 et 2010, battu à deux reprises par Sienne. Ce dernier club s'impose également en finale du championnat de la saison 2006-2007 sur le score de trois à zéro. la Virtus remporte un nouveau trophée européen en remportant l'EuroChallenge, compétition dont le club organise le final Four. Bologne s'impose en finale face au Cholet Basket sur le score de 77 à 75.

### Noms successifs de laVirtus Bologne
Au fil des ans, des entreprises se sont associées au nom du club, en guise de sponsoring. Certaines années, le club n'est pas associé à un sponsor en portant le nom du sponsor. Il arrive même que le club porte différent nom en fonction de la compétition disputée, avec un sponsor pour les compétitions italiennes et un autre pour les coupes d'Europe.
| - 1953-1958 : Minganti - 1958-1560 : Oransoda - 1960-1961 : Idrolitina - 1962-1965 : Knorr - 1965-1969 : Candy - 1970-1973 : Norda - 1973-1983 : Sinudyne - 1983-1986 : Granarolo - 1986-1988 : Dietor | - 1988-1993 : Knorr - 1993-1996 : Buckler - 1996-2002 : Kinder - 2003-2004 : Carisbo Virtus - 2004-2005 : Caffè Maxim - 2005-2006 : Vidi Vici et WWF Italia en coupe d'Europe - 2007-2008 : La Fortezza Bologna et VidiVici en coupe d'Europe - 2008-2009 : La Fortezza et BolognaFiere en coupe d'Europe - 2009-2012 : Canadian Solar | - 2012-2013 : SAIE3 - 2013 : Oknoplast - 2013-2015 : Granarolo - 2015-2016 : Obiettivo Lavoro - 2016- : Segafredo |

## Palmarès
International
- Euroligue : (2) 1998, 2001
- Eurocoupe : (1) 2022
- Ligue des champions : (1) 2019
- Coupe des Coupes : (1) 1990
- EuroChallenge : (1) 2009

National
- Championnat d'Italie : (16) 1946, 1947, 1948, 1949, 1955, 1956, 1976, 1979, 1980, 1984, 1993, 1994, 1995, 1998, 2001 et 2021
- Coupe d'Italie : (8) 1974, 1984, 1989, 1990, 1997, 1999, 2001, 2002
- Supercoupe d'Italie : 1995, 2021, 2022 et 2023

## Galerie

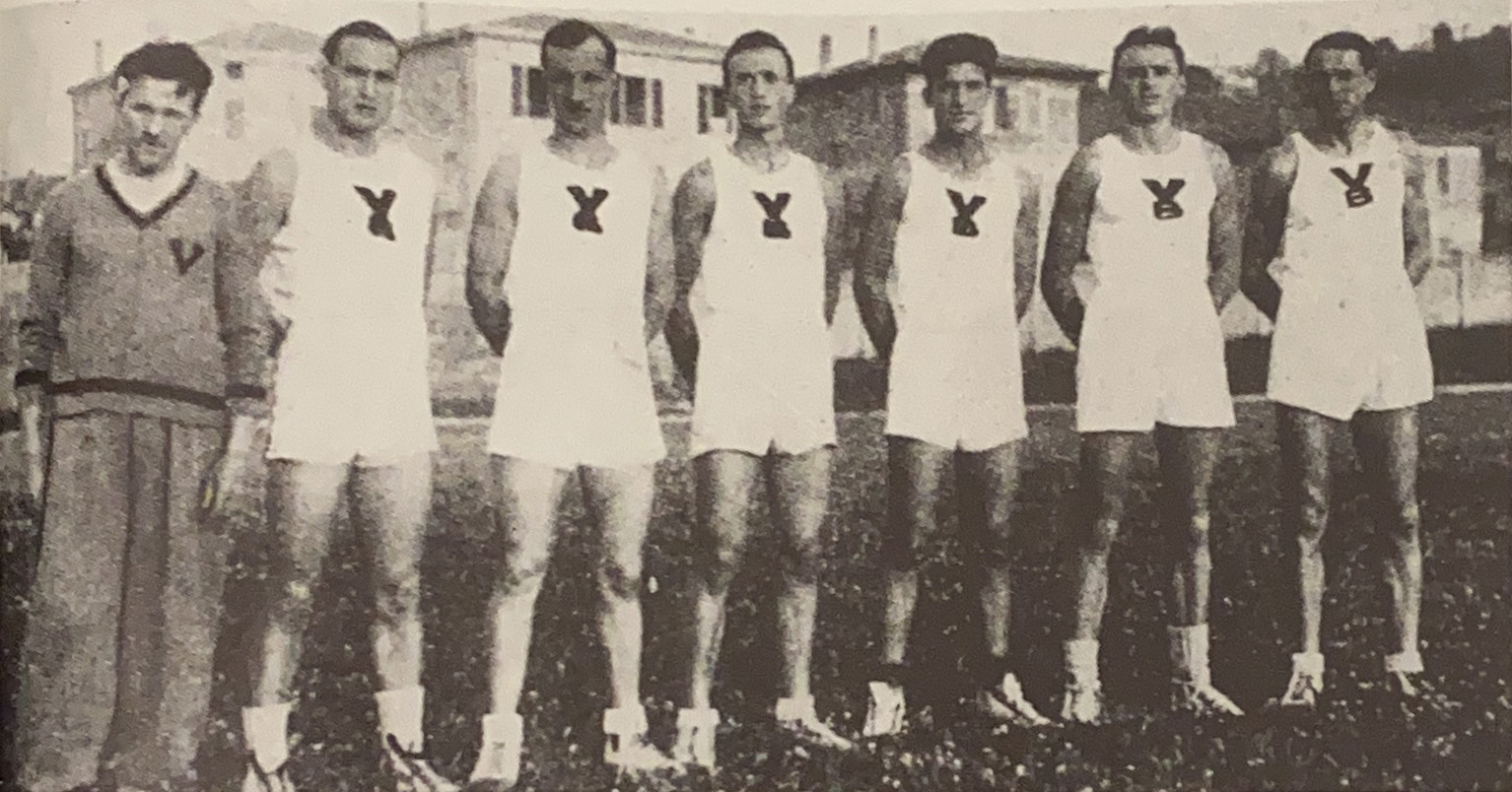
L'équipe en 1934.
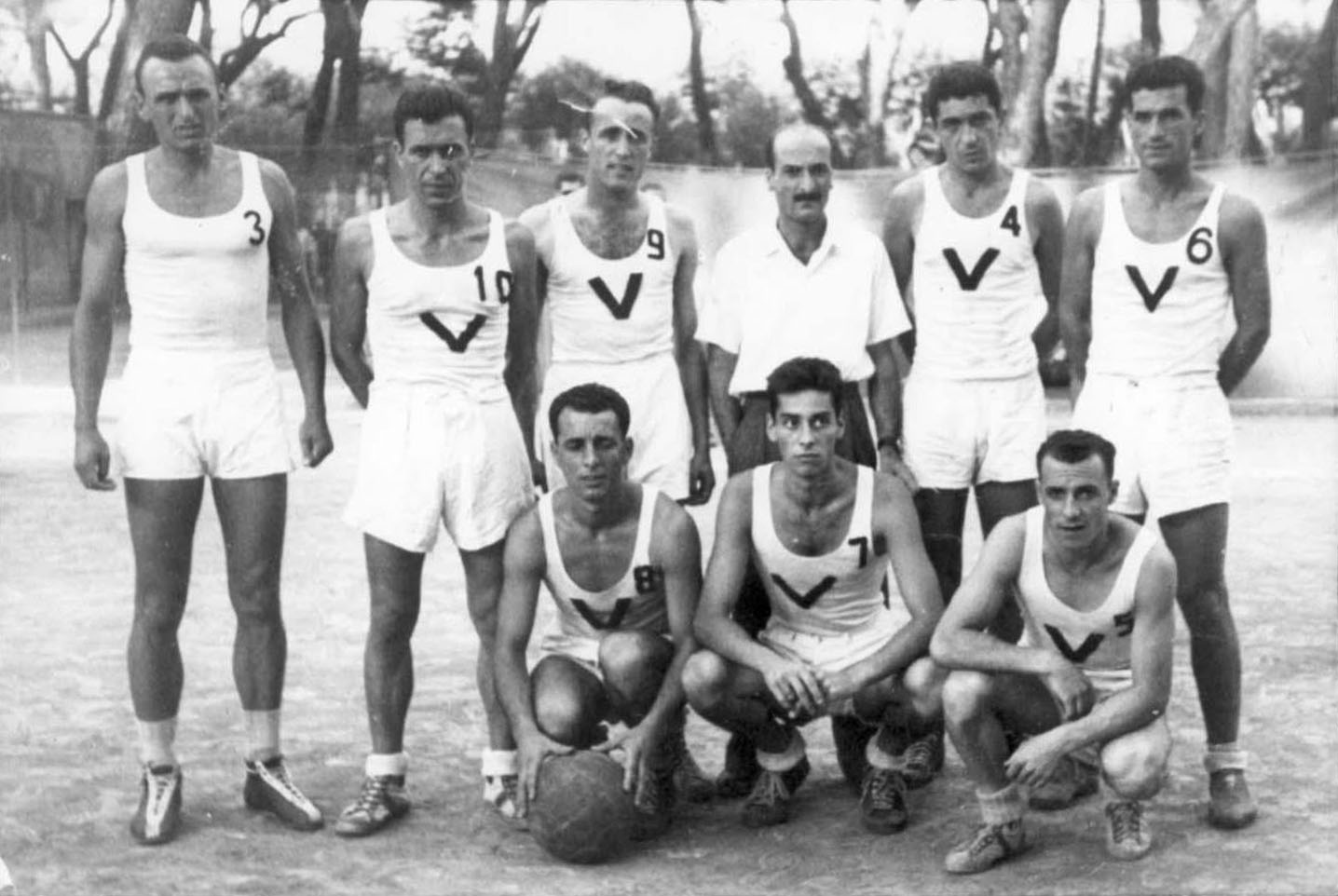
L'équipe championne d'Italie en 1945-1946.
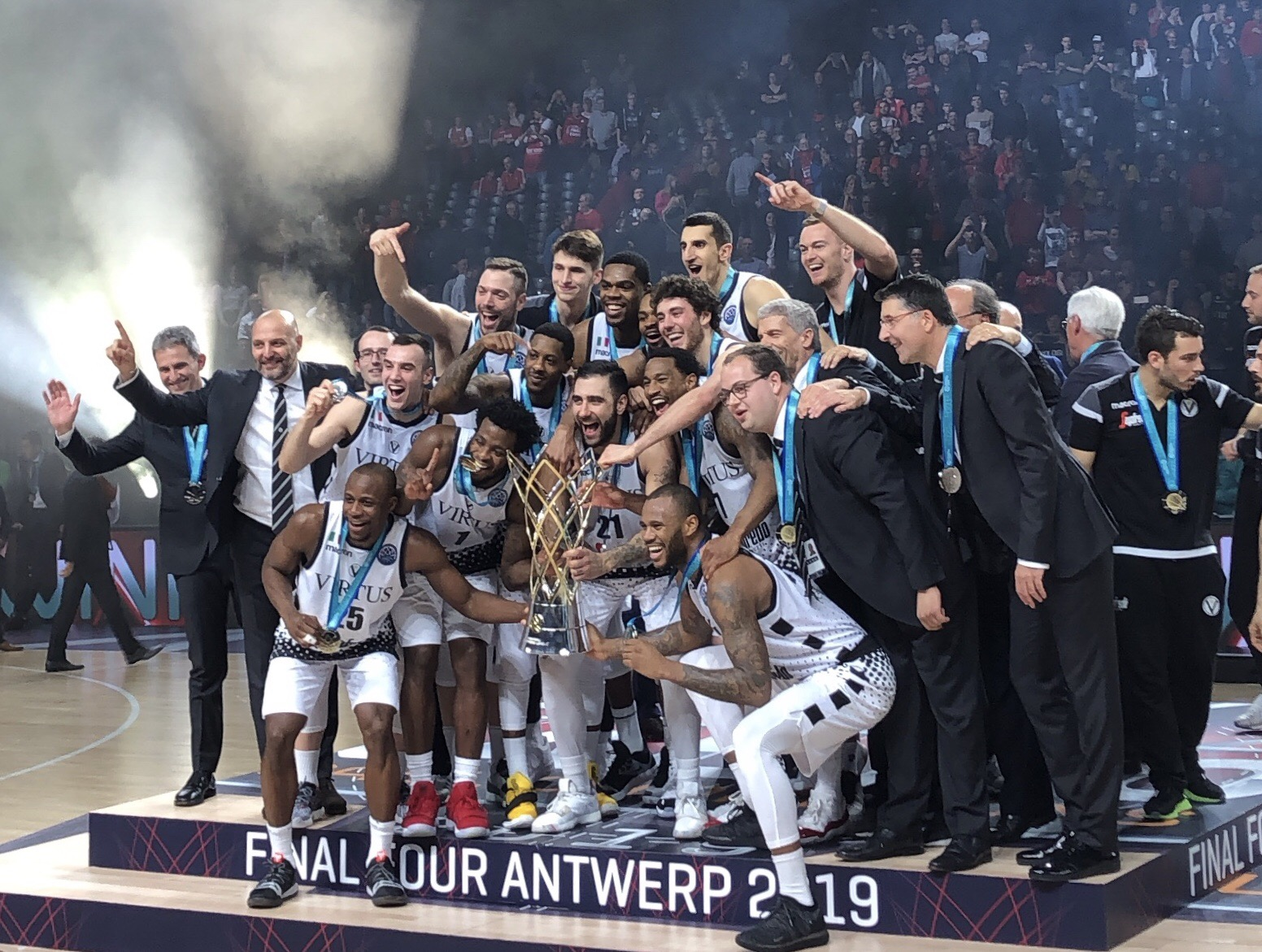
L'équipe championne d'Europe en 2018-2019.

## Joueurs et personnalités du club

### Entraîneurs
- depuis 2023 :  Luca Banchi
- 2021-2023 :  Sergio Scariolo
- 2019 - 2021 :  Aleksandar Đorđević
- 2018 - 2019 :  Stefano Sacripanti
- 2016 - 2018 :  Alessandro Ramagli
- 2014 - 2016 :  Giorgio Valli
- 2011 - 2014 :  Luca Bechi
- 2011 - 2013 :  Alessandro Finelli
- 2009 - 2011 :  Lino Lardo
- 2008 - 2009 :  Matteo Boniciolli
- 2008 :  Renato Pasquali
- 2007 :  Stefano Pillastrini
- 2005 - 2007 :  Zare Markovski
- 2004 - 2005 :  Giordano Consolini
- 2004 :  Alberto Bucci
- 2003 :  Giampiero Ticchi
- 2003 :  Valerio Bianchini
- 2002 :  Bogdan Tanjević
- 1997 - 2002 :  Ettore Messina
- 1993 - 1997 :  Alberto Bucci
- 1989 - 1993 :  Ettore Messina
- 1980-1981 :  Ettore Zuccheri
- 1978 - 1980 :  Terry Driscoll
- 1973 - 1978 :  Dan Peterson

### Joueurs emblématiques
- Alessandro Abbio
- John Amaechi
- David Andersen
- Travis Best
- Augusto Binelli
- Marco Bonamico
- Roberto Brunamonti
- Carlo Caglieris
- Flavio Carera
- Claudio Coldebella
- Krešimir Ćosić
- Predrag Danilović
- Terry Driscoll
- Ndudi Ebi
- Viktor Gaddefors
- Emanuel Ginóbili
- Marko Jarić
- Kristjan Kangur
- Petteri Koponen
- Dejan Koturović
- Walter Magnifico
- Brock Motum
- Radoslav Nesterovič
- Viktor Sanikidze
- Micheal Ray Richardson
- Antoine Rigaudeau
- Zoran Savić
- Hugo Sconochini
- Bogdan Tanjević
- Renato Villalta
- Luca Vitali
- Bill Wennington
- Jurij Zdovc
- Isaia Cordinier

. 🇫🇷 Mouhammadou Jaiteh